# Gödöllő-Állami telepek
Gödöllő-Állami telepek (węg: Gödöllő-Állami telepek megállóhely) – przystanek kolejowy w Gödöllő przy Isaszegi utca, na Węgrzech.

## Linie kolejowe
- Linia kolejowa 80a Budapest–Hatvan

| Gödöllő-Állami telepek                |  |                             |
| Linia 80a Budapest–Hatvan (33,000 km) |  |                             |
| Isaszegodległość: 3,000 km            |  | Gödöllő odległość: 3,000 km |